# 캐럴라인 에런
캐럴라인 에런(영어: Caroline Aaron, 1952년 8월 7일 ~ )은 미국의 배우이다.
리치먼드에서 태어났다. 마이크 니컬스, 노라 에프런, 우디 앨런 감독이 연출한 영화에 주로 출연했다.

## 출연 작품

### 영화
- 여기보다 어딘가에 (1999)

### 텔레비전
- 더 마블러스 미세스 메이즐 (2017-23)